# Raphiocera orientalis
Raphiocera orientalis är en tvåvingeart som först beskrevs av Lindner 1957.  Raphiocera orientalis ingår i släktet Raphiocera och familjen vapenflugor. Inga underarter finns listade i Catalogue of Life.